# شادی شما
سرور شما (به هندی: Aap Kaa Surroor) یا شادی شما (به انگلیسی: Your Joy) فیلمی هندی محصول سال ۲۰۰۷ و به کارگردانی پراشانت چادها است. در این فیلم بازیگرانی همچون هیمش رشامیا، هانیسکا موتوانی، مالیکا شراوات، دارشان جاریوالا، راج بابار، وی‌جی بانی و آنانت ماهادوان ایفای نقش کرده‌اند.